# Rallye Vltava Příbram 1989
Rallye Vltava Příbram 1989 byla součástí mistrovství ČSSR v rallye 1989. Vítězem se stala posádka Leo Pavlík a Karel Jirátko s vozem Audi 90 Quattro, která už měla jistý titul mistrů republiky. Tato posádka se stala i vítězem poháru časopisu Motor za 3 vítězství. Trať měřila 473 km rozložených do 18 rychlostních zkoušek.
Hned od prvních testů se do vedení dostal Pavlík. Kvůli havárii odstoupili favorité Vraj a Nerušil z týmu AMK Rudý Říjen Otrokovice, která se svým vozem Škoda 130 L havarovala na třináctém testu. Spolujezdec Jaroslav Nerušil byl převezen do nemocnice, kde na následky zranění zemřel. Ve třídě A 1300 cm3 se rozhodovalo o titulu mistra, na který měli šanci Pavel Sibera a Polášek. Ten musel zvítězit aby titul získal. Ten ale vyjel z trati, poté dostal hlukovou penalizaci, která byla později odvolána a nakonec mu upadl kondenzátor. Na druhém místě figuroval Václav Arazim, který ale ze soutěže odstoupil. Sibera tak zvítězil a získal titul. Celkové třetí místo získal Blahna s vozem Lada Samara. O titul v kategorii Trabantů bojovalo trio jezdců Webinger, Soumar a Mlynarčík. Webinger měl technické potíže, takže titul nakonec získal Soumar, který porazil Mlynarčíka o 41 sekund. Ve třídě N do 1300 cm3 zvítězil Berger, který také získal titul ve třídě. Ve třídě N nad 1300 cm3 nedojel nikdo do cíle.

## Výsledky
1. Leo Pavlík, Karel Jirátko - Audi 90 Quattro
2. Pavel Sibera, Petr Gross - Škoda Favorit
3. Václav Blahna, Schovánek - Lada Samara
4. Polášek, Mrkvan - Škoda 130 L
5. Sivík, Nesrstová - Škoda 130 L
6. Emil Triner, Ing. Štanc - Škoda 130 L
7. Pavel Janeba, Jakub Krečman - Škoda 130 L
8. Tesař, Ondroušek - Škoda 130 L
9. Raichl, Ing. Petera - Škoda 130 L
10. Kalina, Fanta - Škoda 130 L